# ネバダ郡 (アーカンソー州)
ネバダ郡（英: Nevada County）は、アメリカ合衆国アーカンソー州の南西部に位置する郡である。2010年国勢調査での人口は8,997人であり、2000年の9,955人から9.6%減少した。郡庁所在地はプレスコット市（人口3,296人）であり、同郡で人口最大の都市でもある。ネバダ郡は1871年3月20日に州内63番目の郡として設立され、郡名は形状的に類似したところがあることからネバダ州に因んで名付けられた。ネバダ郡の外形を上下左右反転させるとネバダ州の輪郭に近いものになる。ただし、地元での発音は「ナベイダ」（"nuh-VAY-duh"）である。アルコールの販売が禁止されている禁酒郡である。
全長122マイル (195 km) のドーチート・バイユーがネバダ郡に端を発している。南のコロンビア郡からルイジアナ州ウェブスター郡に入り、ビスティノー湖に注いでいる。19世紀、このバイユーをビスティノー湖からルイジアナ州ミンデンまで蒸気船で3か月ないし6か月の間航行可能だった。現在は釣りや自然探索に人気がある。

## 地理

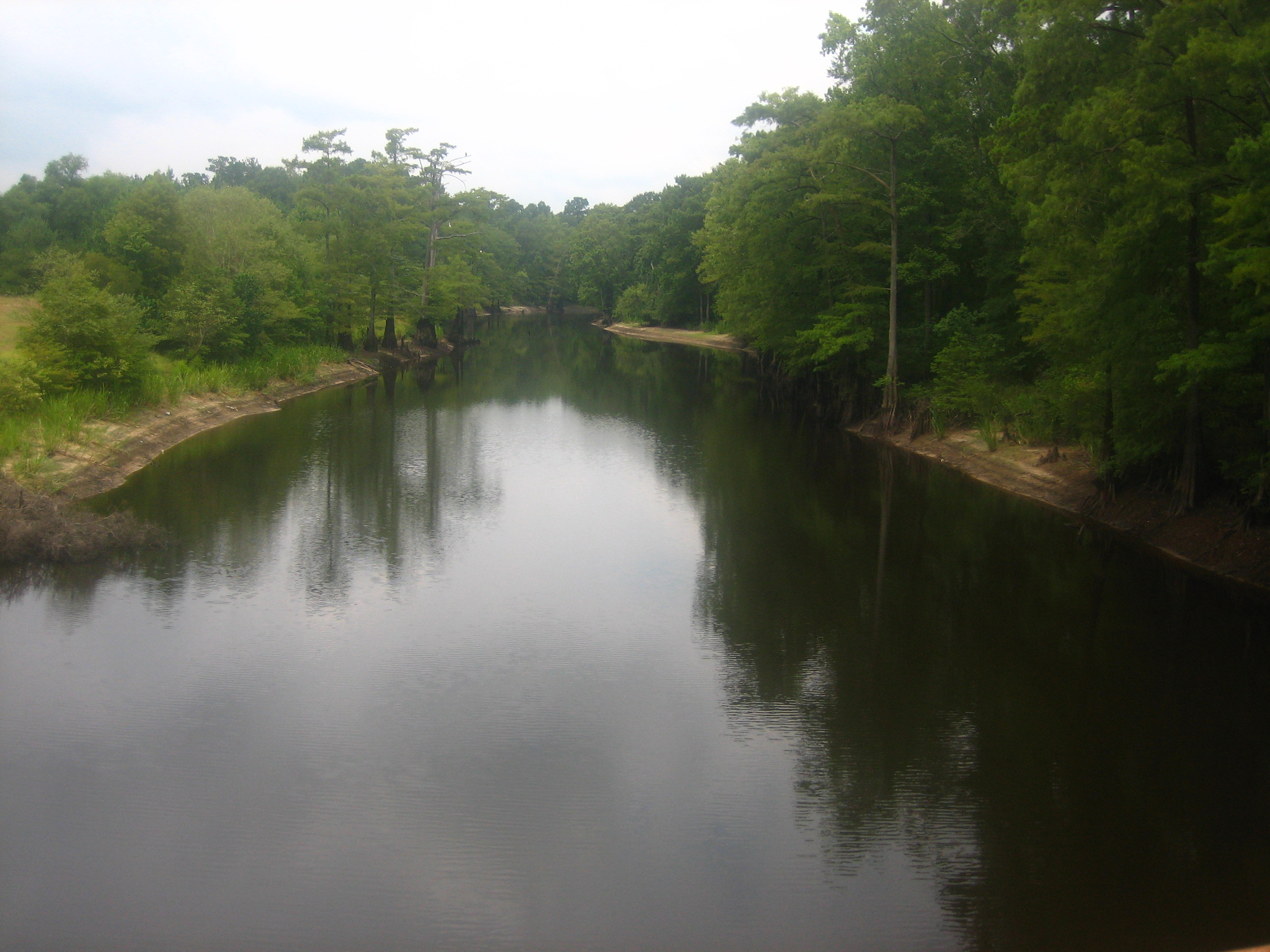
ドーチート・バイユー

アメリカ合衆国国勢調査局に拠れば、郡域全面積は620.78平方マイル (1,607.8 km2)であり、このうち陸地619.95平方マイル (1,605.7 km2)、水域は0.83平方マイル (2.1 km2)で水域率は0.13%である。ネバダ郡はアーカンソー州南部あるいは南西部に属すると見なされている。

### 主要高規格道路
- 州間高速道路30号線
- アメリカ国道67号線
- アメリカ国道278号線
- アメリカ国道371号線
- アーカンソー州道19号線
- アーカンソー州道24号線
- アーカンソー州道32号線
- アーカンソー州道51号線
- アーカンソー州道53号線

### 隣接する郡
- クラーク郡 - 北東
- ワシタ郡 - 東
- コロンビア郡 - 南
- ラファイエット郡 - 南西
- ヘンプステッド郡 - 西
- パイク郡 - 北西

## 人口動態

人口ピラミッド

以下は2000年の国勢調査による人口統計データである。
| 基礎データ - 人口: 9,955人 - 世帯数: 3,893 世帯 - 家族数: 2,721 家族 - 人口密度: 6人/km2（16人/mi2） - 住居数: 4,751軒 - 住居密度: 3軒/km2（8軒/mi2） 人種別人口構成 - 白人: 66.90% - アフリカン・アメリカン: 31.18% - ネイティブ・アメリカン: 0.38% - アジア人: 0.06% - その他の人種: 0.85% - 混血: 0.62% - ヒスパニック・ラテン系: 1.52% 年齢別人口構成 - 18歳未満: 25.2% - 18-24歳: 8.7% - 25-44歳: 26.1% - 45-64歳: 23.8% - 65歳以上: 16.1% - 年齢の中央値: 38歳 - 性比（女性100人あたり男性の人口） - 総人口: 94.4 - 18歳以上: 89.9 | 世帯と家族（対世帯数） - 18歳未満の子供がいる: 31.4% - 結婚・同居している夫婦: 51.9% - 未婚・離婚・死別女性が世帯主: 14.0% - 非家族世帯: 30.1% - 単身世帯: 27.8% - 65歳以上の老人1人暮らし: 13.7% - 平均構成人数 - 世帯: 2.48人 - 家族: 3.02人 収入と家計 - 収入の中央値 - 世帯: 26,962米ドル - 家族: 33,095米ドル - 性別 - 男性: 27,888米ドル - 女性: 17,920米ドル - 人口1人あたり収入: 14,184米ドル - 貧困線以下 - 対人口: 22.8% - 対家族数: 18.3% - 18歳未満: 28.0% - 65歳以上: 27.1% |

## 都市と町
| - ブラフシティ - ボドコー | - ケイル - エメット | - プレスコット - 郡庁所在地 - ロストン | - ウィリスビル |

### 国勢調査指定地域
- リーダー

## 郡区
アーカンソー州の郡はさらに郡区に小区分されている。各郡区には未編入領域と、編入済み自治体がある。現代の郡区にはその維持目的が限られたものになっている。アメリカ合衆国国勢調査局は郡区を元に人口を集計している。また系図調査など歴史的な目的には価値がある。1つ以上の郡区に入っている町や都市は統計調査に基づいて扱われる。ネバダ郡の郡区は下記リストの13区であり、その中に含まれる町や都市を括弧書きしている。
- アラバマ
- オルバニー
- ブートン
- ケイニー（ケイル、ロストン）
- エメット（エメット）
- ジョージア
- ジャクソン
- リーク
- ミズーリ（プレスコット）
- パーカー（ボドコー）
- レッドランド
- テイラー（ウィリスビル）
- ユニオン（ブラフシティ、リーダー）